# David Harewood

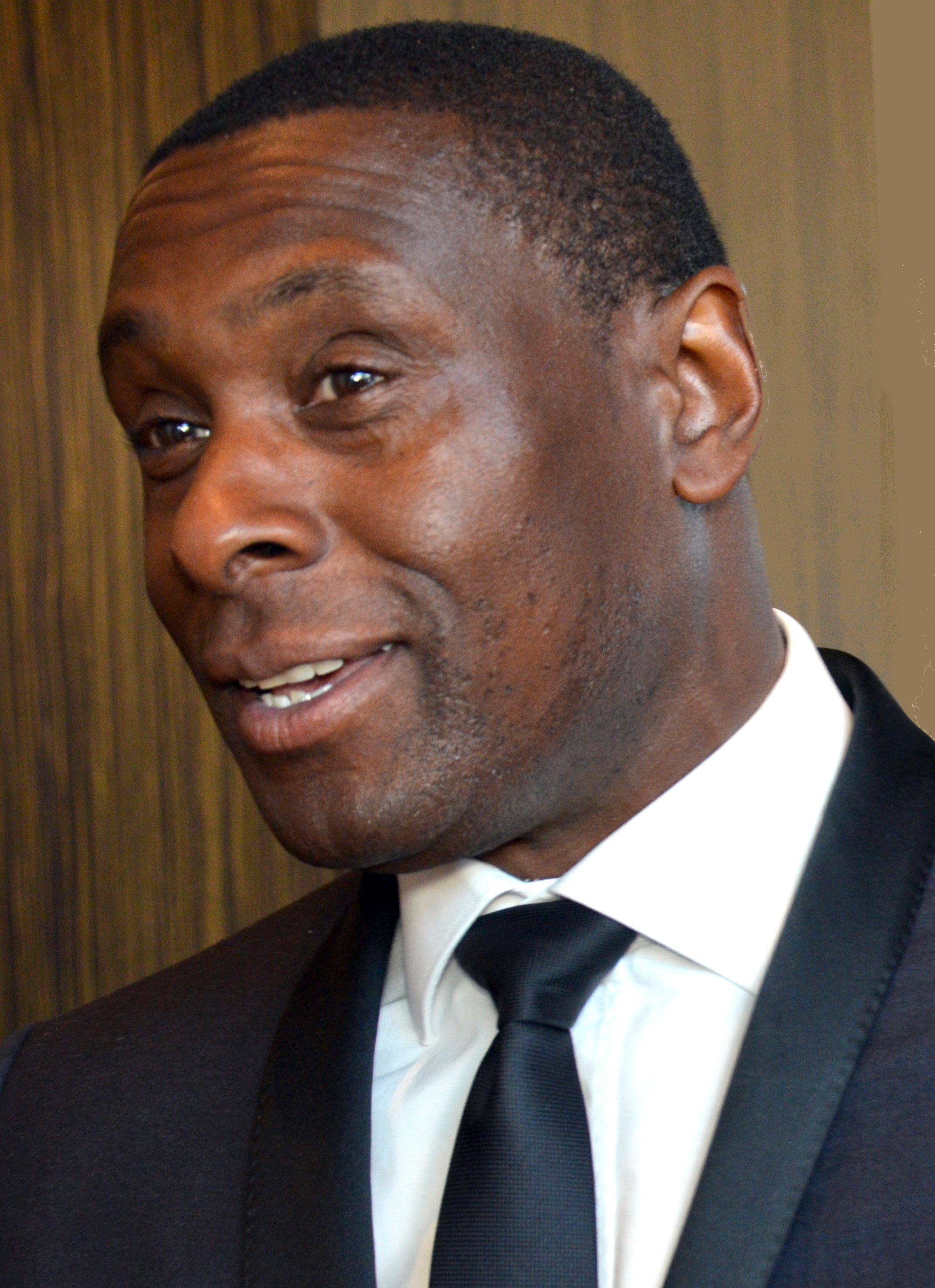
David Harewood (2015)

David Harewood, född 8 december 1965, i Birmingham är en brittisk skådespelare. Han är bland annat känd för rollen som Broder Tuck i BBC-serien Robin Hood. Han är bror till fotbollsspelaren Marlon Harewood.

## Filmografi
- 1990 - Casualty - Paul Grant
- 1990-1997 - The Bill - Olika roller
- 1991 - Minder - Vinny's minder
- 1991 - Murder Most Hoorid - Jonathon
- 1991 - Pirate Prince - Jean-Baptiste
- 1991-1993 - Spatz - Derek Puley
- 1992 - Harnessing Peacocks - Terry
- 1993 - Great Moments in Aviation - Steward
- 1993 - Anna Lee: Headcase - Stevie Johnson
- 1993 - Press Gang - Doktorn
- 1993 - Medics - Nick
- 1993 - The Hawk - Sergeant Streete
- 1994 - Bermuda Grace - Trevor Watkins
- 1994 - Capital Lives
- 1995 - Hearts and Minds - Trevor
- 1995 - Game-On - Paul Johnson
- 1995 - Mad Dogs and Englishmen - Jessop
- 1995 - Agony Again - Daniel
- 1997 - Macbeth on the Estate - Macduff
- 1997 - Kavanagh QC - David Adams
- 1997 - Kalla fötter - Polis sergeant
- 1998 - Vem kysser dig nu? - Moses
- 1998 - Ballykissangel - Henry
- 1999-2001 - Always and Everyone - Dr. Mike Gregson
- 1999-2003 - The Vice - D.I. Joe Robinson
- 2001 - An Unsuitable Job for a Woman - DI Peterson
- 2001-2002 - Babyfather - Angustus "Gus" Pottinger
- 2001 - The Fear - Historie berättaren
- 2004 - Strings - röst till Erito
- 2004 - Köpmannen i Venedig - Prinsen av Morocco
- 2004 - Tyst vittne - Angus Stuart
- 2004-2005 - Fat Friends - Max Robertson
- 2005 - Separate Lies - Inspektör Marshall
- 2006 - New Street Law - DI Branston
- 2006 - Blood Diamond - Kapten Poison
- 2006 - The Ruby in the Smoke - Matthew Bedwell/Pastor Nicholas Bedwell
- 2007 - Gamla snutar, nya spår - Martin Viner
- 2007 - The Shadow in the North - Nicholas Bedwell
- 2008 - The Palace - Major Simon Brooks
- 2008 - The Last Enemy - Patrick Nye
- 2008 - Criminal Justice - Freddie Graham
- 2008 - Robin Hood - Broder Tuck
- 2009 - Gunrush - Robbie
- 2009 - The Fixer - Richard Millar
- 2009-2010 - Doctor Who - Joshua Naismith (2 avsnitt)
- 2009 - Mrs Mandela - Nelson Mandela
- 2009 - Second Chance - Rob Jenkins
- 2010 - Strike Back - Tshuma
- 2011–2012 – Homeland (TV-serie)
- 2015–2016 – Supergirl (TV-serie)
- 2016 – The Night Manager (TV-serie)
- 2017 – Tulpanfeber

## TV-spelsroller
- 2011 - Battlefield 3 - Quinton Cole
- 2016 - Call of Duty: Infinite Warfare - Usef Omar[2]